# Vignoux-sous-les-Aix

Vignoux-sous-les-Aix este o comună în departamentul Cher, Franța. În 1 ianuarie 2022 avea o populație de 707 de locuitori.